# Мясников, Геннадий Алексеевич
Генна́дий Алексе́евич Мяснико́в (1919—1989) — советский художник кино, народный художник РСФСР (1969).

## Биография
Родился 12 сентября 1919 года в деревне Сосновка (ныне Берёзовский район Пермский край). Детство провёл в Лысьве.
Окончил театрально-декоративное отделение Художественного училища в Перми (1938), ВГИК (1943).
Проработал на «Мосфильме» более сорока лет, многие из них — в творческом содружестве с художником М. А. Богдановым.
 Работая над многосерийной эпопеей «Война и мир», соавторы «поделили» свою работу: Мясников разрабатывал тему семейства Ростовых, Богданов — Болконских и Пьера Безухова.

Одним из центральных и самых романтичных эпизодов, особенно  поразивших зрителей в фильме «Война и мир» стали кадры первого бала Наташи  Ростовой». Цветовая тональность эпизодов, связанных с Наташей и вообще с семейством Ростовых, представлялась художнику тёплой, золотистой. Эскизы Мясникова наполнены воздухом и пронизаны светом, всё будто замерло в ожидании. Главное в образном решении эскиза — пространство, в котором человек не теряется, но испытывает радостное, праздничное чувство.
— Тамара Шматенок, Пермская государственная художественная галерея, 2019
С 1943 — педагог ВГИКа, с 1976 — профессор. В 1968—1972 годах читал курс лекций «Работа художника в фильме» слушателям Высших курсов сценаристов и режиссёров.
Автор теоретических работ. Член КПСС с 1972 года, член Союза кинематографистов СССР (Москва).
Немалое место в творчестве художника занимала работа с натуры: рисунки обнажённой натуры и портреты, выполненные сангиной, живописные пейзажи Крыма и Кавказа, виды городов Праги, Тырново, зарисовки из поездки по Индии.
С 1973 года два эскиза к «Войне и миру» хранятся в Российском национальном музее музыки в Москве.
Скончался в 1989 году. Похоронен на Востряковском кладбище.
Ныне работы художника хранятся в изобразительном фонде Музея кино. По завещанию более ста рисунков, эскизов к фильмам, графических работ художника достались Лысьвенскому музею. Эти работы впервые выставлялись в апреле 2009 года в Пермской государственной художественной галерее.

### Семья
- Жена — Светлана Васильевна Мясникова

- Сын — Владимир Мясников (род. 1956), оператор кино и телевидения
- Дочь — Людмила Мясникова, преподаватель МГХПА им. Строганова

## Фильмография
- 1946 — Каменный цветок (совм. с М. Богдановым)
- 1948 — Мичурин (совм. с М. Богдановым)
- 1948 — Три встречи (совм. с Г. Турылёвым)
- 1950 — Смелые люди (совм. с М. Богдановым)
- 1951 — Мы за мир (документальный, совм. с М. Богдановым)
- 1951 — Пржевальский (совм. с М. Богдановым)
- 1953 — Вихри враждебные (совм. с М. Богдановым)
- 1954 — Герои Шипки (совм. с Г. Поповым)
- 1955 — Первый эшелон
- 1957 — Коммунист (совм. с М. Богдановым)
- 1958 — Хождение за три моря (совм. с М. Богдановым, М. Ачхрекаром)
- 1960 — Русский сувенир (совм. с М. Богдановым)
- 1961 — Казаки (совм. с М. Богдановым)
- 1962 — Гусарская баллада (совм. с М. Богдановым)
- 1967 — Война и мир (совм. с М. Богдановым)
- 1969 — Цветы запоздалые
- 1970 — Посланники вечности
- 1972 — Инженер Прончатов
- 1973 — Дела сердечные
- 1975 — Награда Дерсу Узала, документальный
- 1975 — Последняя жертва
- 1977 — Странная женщина
- 1978 — Искушение
- 1979 — Город принял
- 1980 — Такие же, как мы!
- 1981 — От зимы до зимы
- 1984 — Тихие воды глубоки
- 1985 — Третье поколение
- 1987 — Наездники, киноальманах

## Награды и звания
- Орден «Знак Почёта» (15 сентября 1948)[13]
- Народный художник РСФСР (29 сентября 1969)
- Заслуженный деятель искусств РСФСР (14 мая 1959)
- лауреат Государственных премий СССР[14]

## Ученики
Кульназар Бекмурадов (1934—2017), народный художник Туркменистана, первый ректор ГАХТ Туркменистана, член группы Семёрка (творческое объединение)

## Память
В сентябре 2018 года на доме в Сосновке, где родился художник, Лысьвенским музеем была открыта памятная доска.